# Walter Vargas
Pour les articles homonymes, voir Vargas.
Vargas  Alzate est un nom espagnol. Le premier nom de famille, en général paternel, est Vargas ; le second, en général maternel, souvent omis, est Alzate.
Walter Alejandro Vargas Alzate, né le 16 avril 1992 à El Carmen de Viboral, est un coureur cycliste colombien.

## Biographie
Walter Vargas vient d'El Carmen de Viboral, tout comme les cyclistes Frank et Alejandro Osorio. Il commence le cyclisme dans sa jeunesse, mais donne la priorité à ses études d'électrotechnique à l'Université d'Antioquia avant de rejoindre l'équipe Rionegro con más Futuro à l'âge de 22 ans, en 2014. Il découvre cette année-là le Tour de Colombie. L'année suivante, il court avec Orgullo Antioqueño, une équipe continentale enregistrée auprès de l'UCI. Il montre également pour la première fois son talent en contre-la-montre individuel, avec une cinquième place dans la huitième étape du Tour de Colombie.
Début 2016, Vargas devient champion de Colombie du contre-la-montre devant Brayan Ramírez. Il est appelé pour la première fois en équipe nationale et remporte les championnats panaméricains de la spécialité. À partir de 2017, il court pour l'équipe Medellín, une équipe continentale colombienne. Il  remporte de nombreux titres et médailles dans des compétitions sur le continent américain, toutes en contre-la-montre individuel : il est cinq fois champion panaméricain (2016, 2018, 2021, 2023 et 2024), ainsi que des victoires aux Jeux sud-américains de 2022, aux Jeux bolivariens de 2022 et aux Jeux panaméricains de 2023.
Il participe aux championnats du monde de cyclisme sur route en 2016 et 2023 et se classé respectivement 41e et 30e. Le fait qu'il n'ait pas été appelé plus souvent est notamment dû à la forte concurrence : contrairement à de nombreux coureurs colombiens, Vargas n'a jamais rejoint une équipe internationale. L'une des raisons pour lesquelles il a gagné plus souvent aux championnats continentaux qu'aux championnats nationaux (2016, 2021) est le fait que les premiers sont généralement moins concurrentiels puisqu'ils se déroulent en même temps que des courses du World Tour comme le Tour d'Italie. En 2023, cependant, Vargas bas des adversaires réputés aux championnats et Jeux panaméricains avec respectivement Miguel Ángel López et Richard Carapaz.
En plus des championnats, Vargas remporte également le classement général du Tour d'Uruguay 2019, ainsi qu'un contre-la-montre du Tour de Gila en 2023.

## Palmarès
- 2015
  - 3e de la Vuelta al Valle del Cauca
- 2016
  -  Champion panaméricain du contre-la-montre
  -  Champion de Colombie du contre-la-montre
  - Clásica de El Carmen de Viboral :
    - Classement général
    - 1re étape (contre-la-montre)
- 2017
  - 3e de la Clásica de Rionegro
  - 3e du championnat de Colombie du contre-la-montre
- 2018
  -  Champion panaméricain du contre-la-montre
  -  Médaillé d'argent du contre-la-montre aux Jeux sud-américains
  -  Médaillé d'argent du contre-la-montre aux Jeux d'Amérique centrale et des Caraïbes
  - 3e du championnat de Colombie du contre-la-montre
- 2019
  - Tour d'Uruguay : 
    - Classement général
    - 6e étape (contre-la-montre)

  - 1re étape du Tour du lac Qinghai (contre-la-montre par équipes)
- 2021
  -  Champion panaméricain du contre-la-montre
  -  Champion de Colombie du contre-la-montre
- 2022
  -  Médaillé d'or du contre-la-montre des Jeux bolivariens
  -  Médaillé d'or du contre-la-montre aux Jeux sud-américains
  -  Médaillé d'argent du championnat panaméricain du contre-la-montre
- 2023
  -  Champion panaméricain du contre-la-montre
  -  Médaillé d'or du contre-la-montre aux Jeux panaméricains
  -  Médaillé d'or du contre-la-montre aux Jeux d'Amérique centrale et des Caraïbes
  -  Champion de Colombie du contre-la-montre
  - 1re étape de la Clásica de Rionegro (contre-la-montre par équipes)
  - 3e étape du Tour of the Gila (contre-la-montre)
- 2024
  -  Champion panaméricain du contre-la-montre
  - Tour du Venezuela : 
    - Classement général
    - 4e étape (contre-la-montre)

  - 2e du Tour of the Gila
  - 2e de la Jamaica International Cycling Classic
- 2025
  -  Champion panaméricain du contre-la-montre
  - 1re étape de la Clásica de Rionegro (contre-la-montre)
  - 2e du championnat de Colombie du contre-la-montre

## Classements mondiaux
| Année                                 | 2015 | 2016 | 2017  | 2018 | 2019 | 2020 | 2021 | 2022 | 2023 | 2024 |
| ------------------------------------- | ---- | ---- | ----- | ---- | ---- | ---- | ---- | ---- | ---- | ---- |
| Classement mondial                    |      | 655e | 1630e | 830e | 665e | nc   | 472e | 420e | 480e | 425e |
| UCI America Tour                      | 485e | 46e  | 187e  | 42e  | 73e  | nc   | 45e  | 33e  | 44e  | 38e  |
|                                       |      |      |       |      |      |      |      |      |      |      |
| Légende : nc = non classéSource : UCI |      |      |       |      |      |      |      |      |      |      |